# West Coker
West Coker è un villaggio e parrocchia civile dell'Inghilterra, appartenente alla contea del Somerset.